# Pericelis ernesti
Pericelis ernesti är en plattmaskart. Pericelis ernesti ingår i släktet Pericelis och familjen Pericelidae. Inga underarter finns listade i Catalogue of Life.